# Sergej Prokofjev
Sergej Sergejevič Prokofjev (rusky Сергей Сергеевич Прокофьев; 11. dubnajul./ 23. dubna 1891greg. Soncovka, Ruské impérium – 5. března 1953 Moskva) byl skladatel, pianista a dirigent, jenž je považován za jednoho z nejvýznamnějších skladatelů 20. století. Mezi jeho nejznámější práce patří „Tanec rytířů“ z baletu Romeo a Julie (balet je známý též jako „Montekové a Kapuleti“), „Marš“ z opery Láska ke třem pomerančům a scénická hudba Péťa a vlk. Mimo jiné také složil pět klavírních koncertů, devět klavírních sonát a sedm symfonií. Narodil se na území dnešní Doněcké oblasti na Ukrajině, studoval v Petrohradu a následně emigroval na Západ (USA, Francie).

## Život a dílo

### Dětství
Sergej Prokofjev se narodil 23. dubna 1891 v Soncovce (nyní na jihovýchodní Ukrajině), zapadlé vesnici na jihu tehdejší Ruské říše. Jeho otec Sergej Alexejevič, rodák z Moskvy, byl inženýrem agronomie. Umělecky vzdělaná matka Marie pocházela ze šlechtického rodu Šeremetěvů. Byla velmi dobrou pianistkou – hrála často díla Chopina a Beethovena – a právě ona začala svého malého syna záhy učit hře na klavír, takže už jako pětiletý složil svou první klavírní skladbu, Indický kvapík (do notového záznamu ji převedla matka). Když bylo Sergejovi sedm, naučil se hrát šachy, které stejně jako hudba zůstaly jeho vášní až do konce života. Ve věku devíti let začal skládat svou první operu Obr, pak také ještě předehru a další různé skladby.

### Doba studií a raná tvorba
V roce 1904, kdy už měl za sebou tři hotové opery a jednu operu rozepsanou, se Prokofjev dostal na Petrohradskou konzervatoř, kde byl ostatními, mnohdy staršími spolužáky, považován za arogantního a excentrického. Během tohoto období studoval kompozici mimo jiné u Anatolije Ljadova, Nikolaje Čerepnina a Nikolaje Rimského-Korsakova. Roku 1908 je již znám jako autor opravdu originálních klavírních skladeb a pokračuje ve studiu konzervatoře hru na klavír u Anny Jesipové a dirigování u Nikolaje Čerepnina.
Roku 1910 Prokofjevovi umřel otec a skladatel tak ztratil finanční podporu. Měl však v té době už pozici uznávaného skladatele, i když jeho kontroverzní tvorba často vyvolala skandály. V Sarkasmech, op. 17 (1912), například rozsáhle použil polytonalitu a v Etudách, op. 2 (1909) a Čtyřech kusech, op. 4 (1908) chromatiku a disonance. Kolem této doby složil dva klavírní koncerty, z nichž první měl velký úspěch, zato při premiéře druhého (23. srpna 1913) odešlo obecenstvo se slovy „K čertu s touhle futuristickou hudbou! I kočky na střeše znějí lépe než tohle!“, dokonce ani rodina dílo nepochopila. Nicméně modernisté byli nadšeni. V dalším období se vydal na cesty (1913–1915) a navštívil Francii, Velkou Británii, italský Řím a Švýcarsko; krom toho měl i turné přes Sibiř do Japonska a USA; později navštívil i Kubu. Během cest získává v roce 1914 cenu Antona Rubinsteina za provedení svého klavírního koncertu č. 1.
Výhrou v soutěži „Bitva klavírů“ se svým prvním klavírním koncertem ukončuje Prokofjev studium na konzervatoři. Brzy potom se vypravil do Londýna, kde navázal kontakt se Sergejem P. Ďagilevem. Ten si u Prokofjeva objednal první balet, ale když mu ho před dokončením Prokofjev ukázal, Ďagilev skladbu odmítl. Přesto si pak u něj objednal další, a to balet Klaun. Prokofjevova nezkušenost v práci pro balet ho donutila roku 1920 práci přepsat, a to pod Ďagilevovou detailní kritikou. Premiéra v Paříži 17. dubna 1921 pak měla obrovský úspěch. Igor Stravinskij nazval dílo „jedinou skladbou moderní hudby, kterou může poslouchat s potěšením“, zatímco Ravel skladbu označil za „dílo génia“.

### První světová válka a exil

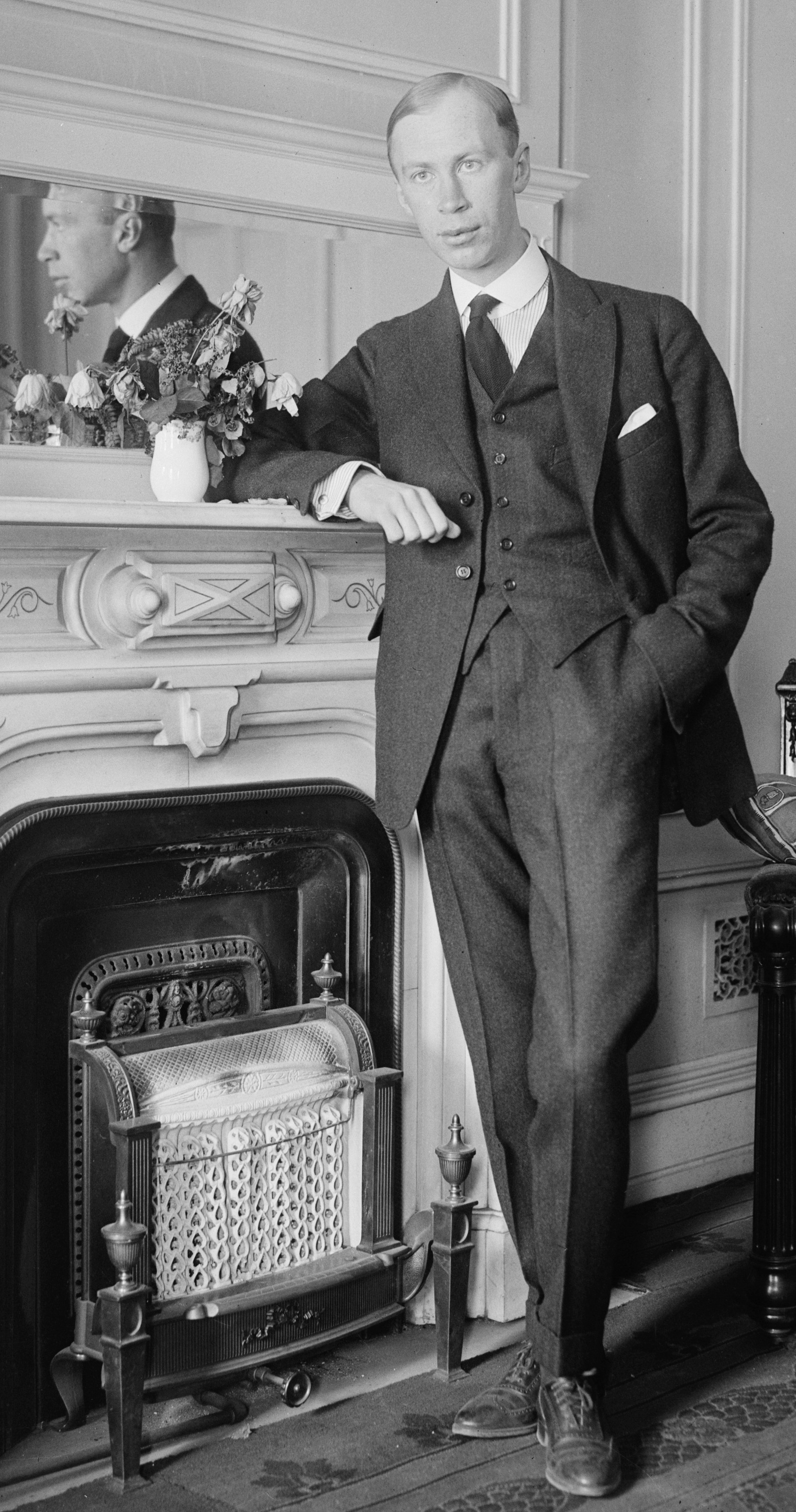
Sergej Prokofjev

Během první světové války se Prokofjev vrátil zpět na konzervatoř, kde začal studovat hru na varhany, aby nemusel vstoupit do armády. Během této doby složil další operu, Hráč, ale premiéra byla v roce 1917 zrušena kvůli únorové revoluci. V létě tohoto roku složil svou první symfonii, Klasickou, která měla, na rozdíl od jiných Prokofjevových děl v tomto období, velký úspěch. Nicméně Prokofjev neviděl v bolševickém Rusku žádný prostor pro realizaci své experimentální tvorby, a v květnu 1918 se rozhodl odjet do USA.
Ve věku 27 let a s pouhými 100 dolary v kapse dorazí do San Francisca, kde před vpuštěním do země byl opakovaně vyslýchán imigračním úřadem a prověřovali jeho vztah k bolševismu . Od bolševismu se distancoval, a tak mu byl povolen pobyt v zemi . Cestoval po USA a koncertoval, ale jeho finanční situace se stále zhoršovala. V prvních šesti měsících pobytu opakovaně uvažoval o návratu domů. V září 1918 dorazil do New Yorku, kde jeho vystoupení provázel první větší úspěch – koncertoval ve vyprodané Carnegie Hall. Současníky byl považován za skvělého pianistu a hudebního interpreta, ale nedařilo se mu prosadit se jako skladatel, což velmi těžce snášel.
V roce 1919 nahrál Prokofjev pro společnost Duo Art Company na pět hracích válečků své skladby a složil operu Láska ke třem pomerančům, jejíž premiéra byla kvůli smrti režiséra zrušena a opera byla uvedena až o dva roky později v Chicagu. Kritici operu nepřijali („je to ruský jazz s bolševickými ozdobami“) a byla stažena po třech reprízách. Prokofjev byl znechucen uměleckou provinčností a nepochopením, které v USA zažil. Tento neúspěch nebyl jediný a tak se brzy ocitl ve finanční krizi. V roce 1920 se na radu svého přítele Ďagileva přestěhoval do Paříže, kam přišel s velkými nadějemi. Mezi ruskými emigranty tam našel svůj druhý domov. Setkal se tam se svými přáteli Ďagilevem, Stravinským, Ravelem a mnoha dalšími, přijíždí za ním také matka. Zpočátku byl v Paříži o jeho tvorbu velký zájem, ale konkurence mezi hudebníky byla v tomto městě příliš velká, objevily se první intriky a neshody a tak Prokofjev v roce 1922 odjel i s matkou a svou španělskou milenkou Carolinou Codinou (1897–1989) nakrátko do bavorského Ettalu. Při pobytu v Bavorsku se s Carolinou oženil a pár se následujícího roku vrátil se do Paříže. V Paříži se jim narodili synové Sviatoslav (1924–2010) a Oleg (1928–1998) a rodina se postupně stěhovala z bytu do bytu, jelikož sousedé si po nějakém čase pravidelně stěžovali na hluk klavíru.
V roce 1924 uznala Francie Sovětský svaz de iure a tak si Prokofjev zažádal o sovětský pas. Často s velkým úspěchem koncertoval na sovětském velvyslanectví, kde byl opakovaně přesvědčován k návratu do své rodné země, což dlouho odmítal, jelikož neuznával bolševismus a vystupoval jako zcela nepolitický člověk.
Ale i Ďagilev se jej snažil přemluvit k tvorbě oslavující komunistické zřízení. Prokofjev po dlouhém váhání nakonec podlehl a napsal hudbu k modernímu baletu Ocelový skok, jehož dějištěm na scéně je železniční stanice a tovární hala. V roce 1927 odjel Prokofjev na turné po Sovětském svazu a zažil tu obrovský úspěch jak s Ocelovým skokem, tak s koncertní tvorbou. Velmi si cenil úspěchu Lásky ke třem pomerančům v Leningradě. V roce 1929 uspořádá druhé turné po Sovětském svazu, ale je přijat chladněji, jelikož sovětští kritici jeho hudbu označí za škodlivou a cizí pro sovětské občany. Z propagandistických důvodů ale Sovětský svaz nadále usiloval o návrat slavného skladatele zpět do vlasti. Během let 1928–1929 složil svou poslední operu pro Ďagileva, jež měla premiéru jen několik měsíců před Ďagilevovou smrtí.
Kolem roku 1930 se Prokofjevovi začalo stýskat po rodné zemi a hodně premiér přesunul z Paříže do Sovětského svazu. Během této doby vzniklo na objednávku Kirovského divadla jeho dnes nejznámější dílo, balet Romeo a Julie, jehož světová premiéra se však nakonec odehrála v Brně (díky úsilí baletního mistra Ivo V. Psoty). Prokofjev také začal praktikovat křesťanství. V roce 1933 složil hudbu k sovětskému filmu Poručík Kiže a na jaře 1936, v době vrcholících stalinských represí, se Prokofjev s rodinou natrvalo vrátil do Sovětského svazu. K tomuto návratu ho přesvědčil i neúspěch opery Ohnivý anděl, do níž vložil spoustu energie a ani po osmi letech snažení se mu ji nepovedlo nikde v Evropě uvést na jeviště.

### Návrat do SSSR
Když se Prokofjev natrvalo vrátil, v zemi už panovaly jiné poměry a velmi se změnil přístup vládnoucích politiků k hudbě. Byl založen Svaz skladatelů, jehož cílem bylo více podporovat (ale i sledovat) činnost sovětských skladatelů. Ti byli zcela izolováni od styků se zahraničím. Jak Prokofjev, tak Šostakovič a mnozí další, se dostali pod kontrolu kvůli svým údajným „formalistickým tendencím“. Kvůli přežití museli psát různá díla konvenující masovému vkusu (opp. 66, 79, 89), na schválené texty sovětských básníků. Zároveň Prokofjev skládal hudbu pro děti, z níž je nejznámější Péťa a vlk. V době nacistického ohrožení vytvořil Prokofjev např. vynikající hudbu k Ejzenštejnovým filmům Alexandr Něvský a Ivan Hrozný a opery Semjon Kotko (1939) či Vojna a mír (1942). Roku 1939 složil svou šestou, sedmou a osmou klavírní sonátu, známé jako tři „válečné sonáty“ (opp. 82–24), premiérované Prokofjevem (č. 6), Richtěrem (č. 7) a Gilelsem (č. 8). V těchto třech kusech se snažil vyjádřit své tajené protistalinské pocity a dramatické zážitky z války. Paradoxem bylo, že Prokofjev za sedmou a osmou sonátu dostal Stalinovu cenu.

### Válečná léta
Roku 1941 se Prokofjev rozhodl napsat operu Vojna a mír, která mu zabrala dva roky. Spolu s ostatními umělci byl před blížící se frontou evakuován na Kavkaz, kde složil druhý smyčcový kvartet. V této době vyústil jeho milostný vztah s Mirou Mendelsonovou (1915–1968), spisovatelkou, do rozchodu s manželkou, i když k formálnímu rozvodu nedošlo.
Během válečných let polevil politický požadavek psát v duchu socialistického realismu, a Prokofjev mohl psát více po svém. Díla, jako například houslová sonáta č. 1 (op. 80), Rok 1941 (op. 90) a Chlapec, který zůstal neznámý (op. 93) se zrodila právě v tomto období.
V roce 1943 odjel do Alma-Aty v Kazachstánu, kde spolupracoval s Ejzenštejnem na vytvoření hudby pro jeho film Ivan Hrozný. Mimo to tam složil i svá nejznámější díla: balet Popelka (op. 87) a pátou symfonii (op. 100). Brzy poté však utrpěl otřes mozku po pádu způsobeném chronickým vysokým krevním tlakem. Z tohoto zranění se nikdy pořádně neuzdravil a jeho tvůrčí schopnosti se tak oslabily.

### Po válce
Před náhlou změnou politiky vůči jeho hudbě měl Prokofjev ještě čas složit šestou symfonii a devátou, svou poslední klavírní sonátu, kterou věnoval slavnému pianistovi Svjatoslavu Richtěrovi. Politici teď viděli Prokofjevovu hudbu jako formalistickou, a označovali ji jako protidemokratickou. Prokofjev byl (stejně jako třeba Dmitrij Šostakovič) podrobován tvrdé sovětské propagandistické kritice a nucen zjednodušovat strukturu svých děl, což se projevilo v jeho poslední 7. symfonii. V roce 1948 byl označen za dekadentního a buržoazního skladatele a mnohá jeho díla byla v SSSR zakázána, čímž se ocitl v existenčních problémech. Jeho žena byla obviněna ze špionáže, zatčena a uvězněna v gulagu, odkud se vrátila až v roce 1956. Ačkoli Prokofjev trpěl od roku 1948 těžkou nemocí, neustal téměř do svých posledních dnů v práci.
Jeho poslední opery byly rychle zakázány Kirovským divadlem. Kvůli této diskriminaci a jeho zhoršujícímu se zdraví se snížila také jeho aktivita. Doktoři mu doporučili omezit činnost na dvě hodiny denně. Roku 1949 Prokofjev složil svou cellovou sonátu C-dur (op. 119), kterou uvedl Mstislav Rostropovič s Richtěrem. Pro Rostropoviče pak Prokofjev složil Symfonii-Koncert. Poslední za jeho života publikovanou skladbou byla sedmá symfonie.

### Smrt
Prokofjev zemřel ve věku 61 let dne 5. března 1953 – shodou okolností ve stejný den, kdy zemřel Stalin. Sovětský hudební deník se o jeho smrti krátce zmínil na straně 116 (prvních 115 stránek bylo věnováno Stalinovi).

## Přehled skladeb (výběr)
Jeho dílo čítá celkem 166 opusů, z nichž vynikají opery, balety, orchestrální tvorba (symfonie, suity, předehry) a filmová hudba. Nemalou částí autorovy tvorby jsou též koncertní skladby a vokálně-instrumentální díla.

### Opery
- Magdalena, Op. 13 (1911–13)
- Hráč (podle novely F.M.Dostojevského), Op. 24 (1915–1916, revidováno 1927)
- Láska ke třem pomerančům, Op. 33 (1919)
- Ohnivý anděl, Op. 37 (1919–1927)
- Semjon Kotko, Op. 81 (1939)
- Zásnuby v klášteře, Op. 86 (1940–1943)
- Vojna a mír (podle Tolstého románu Vojna a mír), Op. 91 (1941–1952)
- Příběh opravdového člověka, Op. 117 (1947–1948)
- Vzdálená moře, (1948, nedokončeno)

### Balety
- Šut (Vyprávění o šaškovi, jenž přešaškoval sedm šašků, (1921) Paříž
- Ocelový skok, Op. 41 (1925–6)
- Marnotratný syn, Op. 46 (1928–9)
- Na Dněpru, Op. 51 (1930–1)
- Romeo a Julie, Op. 64 (1935–36)
- Popelka, Op. 87 (1940–44)
- Kamenný kvítek, Op. 118 (1948–53)

### Orchestrální skladby
- Symfonie č. 1, „Klasická“, Op. 25 (1916–17)
- Symfonie č. 2, , Op. 40 (1924–1925)
- Symfonie č. 3, c-moll „Ohnivý anděl“, Op. 44 (1928)
- Symfonie č. 4, Op. 47 (1930)
- Symfonie č. 5, Op. 100 (1944)
- Symfonie č. 6, es-moll, Op. 111 (1945–1947)
- Symfonie č. 7, cis-moll „Dětská“, Op. 131 (1951–52)
- Sinfonietta, Op. 5 (1909), revidováno 1929 jako Op. 48
- Sny, Op. 6 (1910)
- Podzimní, Op. 8 (1910)
- Americká předehra, Op. 42 (1926), pro 17 hudebníků
- Divertimento, Op. 43 (1925–1929)
- Symfonická píseň, Op. 57 (1933)
- Ruská předehra, Op. 72 (1936)
- Symfonický pochod, Op. 88 (1941)
- Rok 1941, Op. 90 (1941)
- Óda na konec války, Op. 105 (1945)
- Skytská suita, Op. 20
- Egyptské noci, Op. 61

### Filmová hudba
- Poručík Kiže (1933) – též orchestrální suita
- Piková dáma, Op. 70 (1936), podle Puškina
- Alexandr Něvský (1938) – existuje též jako kantáta
- Lermontov (1941)
- Kotovský (1942)
- Partyzáni na ukrajinské stepi (1942)
- Ivan Hrozný, Op. 116 (1942–1945)

### Koncertní skladby
- Klavírní koncerty č. 1–5

Třetí klavírní koncert C dur byl poprvé uveden 21. března 1926 v Obecním domě v Praze Ilonou Štěpánovou-Kurzovou a Českou filharmonií pod vedením Václava Talicha.
- Houslové koncerty č. 1 a 2
- Koncerty pro violoncello (e-moll, g-moll a „Symfonický koncert“)

### Instrumentálně-vokální skladby, sbory a písně
- Dvě poemy pro ženský sbor a orchestr, Op. 7 (1910)
- Péťa a vlk, Op. 67 (1936)
- Kantáta k dvacátému výročí říjnové revoluce
- Písně našich dnů, Op. 76 (1937), pro sbor a orchestr
- Alexandr Něvský (kantáta), Op. 78 (1939)
- Zdravice, Op. 85 (1939), pro sbor a orchestr
- Balada o neznámém chlapci, Op. 93 (1943), pro sólisty, sbor a orchestr
- Vzkvétající mocná zem, Op. 114 (1947), pro sbor a orchestr
- Zimní vatra, Op. 122 (1950), for chlapecká sbor a malý orchestr
- Na stráži míru, Op. 124 (1950), pro sbor a orchestr
- Národní hymna a Svazová hymna, Op. 98 (1943 and 1946)
- Vojenská pochodová píseň, Op. 121 (1950)
- Ošklivé káčátko, Op. 18 (1914)
- Tři romance podle Puškina, Op. 73 (1936)
- Dvanáct ruských lidových písní, Op. 104 (1944)
- Široké a hluboké říční proudy

### Komorní hudba
- Smyčcové kvartety č. 1–2
- Kvintet g-moll, Op. 39 (for oboe, clarinet, violin, viola and double bass)

### Skladby pro sólové nástroje
- Klavírní sonáty č. 1–9
- Houslové sonáty (č. 1, 2 a „Sonáta pro sólové housle“)
- Sonáta pro violoncello c-moll, Op. 134